# 真乗寺 (さいたま市)
真乗寺（しんじょうじ）は、埼玉県さいたま市南区にある真言宗智山派の寺院。

## 歴史
創建年代は不明である。無住（住職不在）の時期が長かったため、詳細な記録を失っている。江戸時代後期の地誌『新編武蔵風土記稿』では、1746年（延享3年）寂の宥元によって開山されたとしているが、「明暦三年（1657年）」造立の墓石があることから、実際は中興とみられている。当寺公式サイトでは、宥元中興説を採っている。
当寺の本尊は大日如来である。一つの厨子に金剛界と胎蔵界の大日如来像二体が収められている。

## 交通アクセス
- 西浦和駅より徒歩13分。